# Бересе-Малі
Бересе-Малі (пол. Beresie Małe) — село в Польщі, у гміні Келчиглув Паєнчанського повіту Лодзинського воєводства.
Населення — 55 осіб (2011).
У 1975-1998 роках село належало до Серадзького воєводства.

## Демографія
Демографічна структура станом на 31 березня 2011 року:
|          | Загалом | Допрацездатний вік | Працездатний вік | Постпрацездатний вік |
| -------- | ------- | ------------------ | ---------------- | -------------------- |
| Чоловіки | 29      | 10                 | 16               | 3                    |
| Жінки    | 26      | 7                  | 12               | 7                    |
| Разом    | 55      | 17                 | 28               | 10                   |